# 조이 (시트콤)

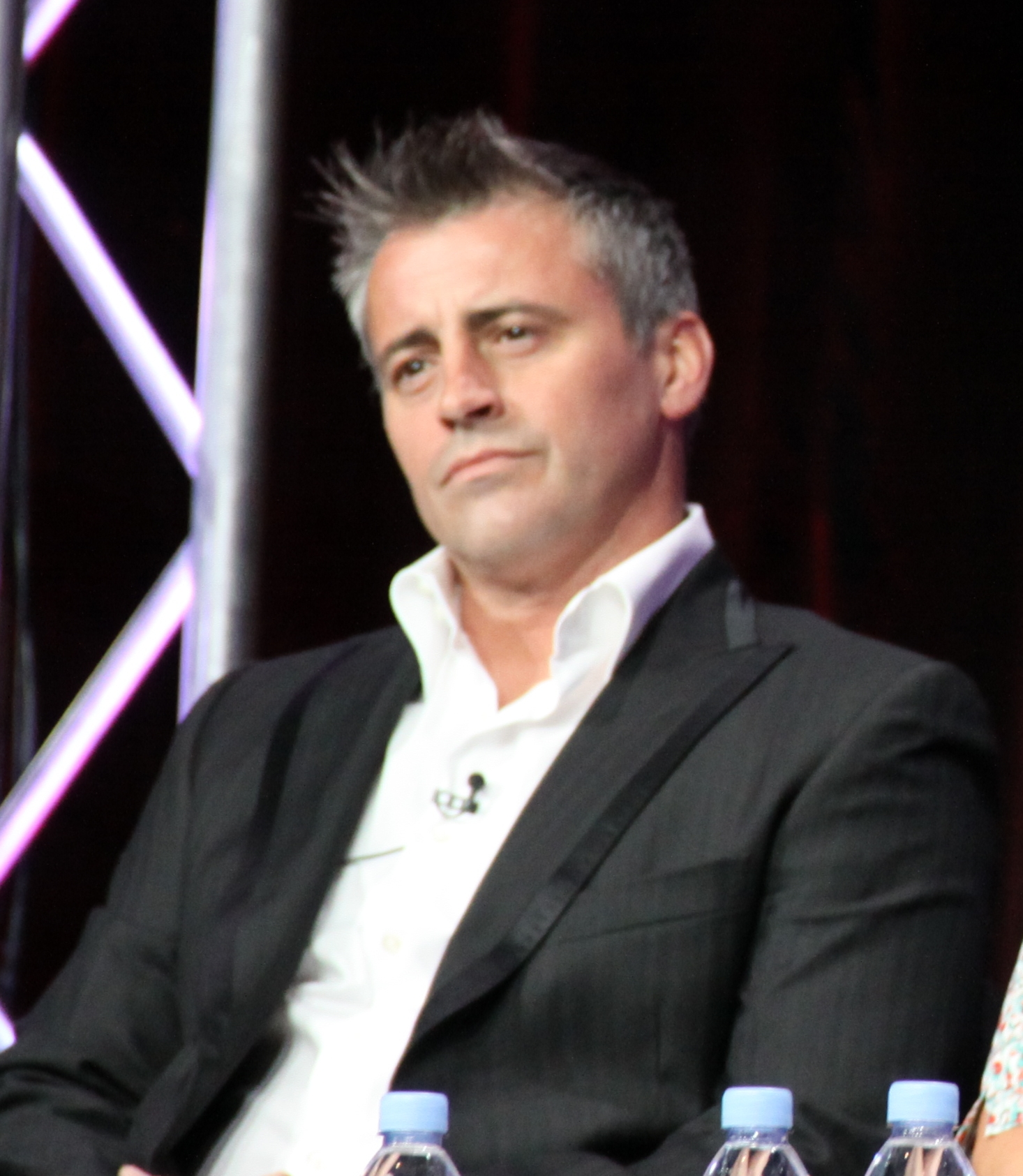

《조이》(Joey)는 《프렌즈》의 스핀오프 시트콤이다. 프렌즈의 주인공 중 하나인 조이 트리비아니가 주인공으로 등장한다. NBC를 통해 2004년 9월 9일 첫방송되었다. 시청률이 낮아서 2006년 3월 7일에 방영이 취소되었고, 이로 인해 제작된 46개의 에피소드 중 8편은 방영되지 않았다. (미국을 제외한 몇몇 국가에서는 방영되었다.)